# Departamento Unión
Unión es un departamento en la provincia de Córdoba (Argentina) cuya ciudad cabecera es Bell Ville.
El departamento se divide en 5 pedanías: Ascasubi, Ballesteros, Bell Ville, Litín y Loboy.

## Geografía

### Superficie y límites
El departamento posee 11.182 km² y sus límites son los siguientes: al norte con el departamento San Justo, al este con el departamento Marcos Juárez, al sur con el departamento Presidente Roque Sáenz Peña, al oeste con los de Juárez Celman y General San Martín y al noroeste con el departamento Río Segundo.
Por ley n.º 10286 sancionada el 1 de julio de 2015 un sector de 112 ha 6094 m² fue separado del departamento San Martín e incorporado al de Unión, dentro del ejido de la comuna de Ana Zumarán.

### Sismicidad
La sismicidad de la región de Córdoba es frecuente y de intensidad baja, y un silencio sísmico de terremotos medios a graves cada 30 años en áreas aleatorias. Sus últimas expresiones se produjeron:
- 22 de septiembre de 1908 (116 años), a las 17.00 UTC-3, con 6,5 Richter, escala de Mercalli VII; ubicación 30°30′0″S 64°30′0″O / -30.50000, -64.50000; profundidad: 100 km; produjo daños en Deán Funes, Cruz del Eje y Soto, provincia de Córdoba, y en el sur de las provincias de Santiago del Estero, La Rioja y Catamarca[5]

- 16 de enero de 1947 (78 años), a las 2.37 UTC-3, con una magnitud aproximadamente de 5,5 en la escala de Richter (terremoto de Córdoba de 1947)[4]

- 28 de marzo de 1955 (70 años), a las 6.20 UTC-3 con 6,9 Richter: además de la gravedad física del fenómeno se unió el desconocimiento absoluto de la población a estos eventos recurrentes (terremoto de Villa Giardino de 1955)

- 7 de septiembre de 2004 (20 años), a las 8.53 UTC-3 con 4,1 Richter

- 25 de diciembre de 2009 (15 años), a las 21.42 UTC-3 con 4,0 Richter

## Pedanías
- Bell Ville: 47.797
- Litín: 7.129
- Ballesteros: 6.613
- Ascasubi: 16.064
- Loboy: 12.271

## Gobiernos locales
El departamento comprende 27 gobiernos locales, cuyos ejidos municipales no son colindantes y por tanto no ocupan la totalidad del territorio departamental. 
Se encuentran categorizados en 23 municipios:
- Alto Alegre
- Ballesteros
- Ballesteros Sud
- Bell Ville
- Benjamín Gould
- Canals
- Chilibroste
- Cintra
- Colonia Bismarck
- Idiazábal
- Justiniano Posse
- Laborde
- Monte Leña
- Monte Maíz
- Morrison
- Noetinger
- Ordóñez
- Pascanas
- Pueblo Italiano
- San Antonio de Litín
- San Marcos Sud
- Viamonte
- Wenceslao Escalante

Y 4 comunas:
- Aldea Santa María
- Ana Zumarán
- Colonia Bremen
- Villa Los Patos

## Demografía

### Estructura
Según el censo 2022 la población total del departamento es de 114 571 personas, repartidas en 
58 165 mujeres y 56 406 hombres, con un índice de masculinidad de 96,8 hombres por cada 100 mujeres. 
La edad mediana de la población es de 34 años (36 años entre las mujeres y 33 años entre los hombres).
El 14,4% de la población tiene más de 65 años (frente al 13,4% en 2010), y el 3,2% de la población tiene más de 80 años (frente al 3,3% en 2010)

### Salud y educación
El 66,4% de la población tiene al menos un tipo de cobertura de salud. 
Unas 34 278 personas asisten a algún tipo de establecimiento educativo de cualquier nivel y unas 13 444 personas tienen un título terciario o superior (18,2% sobre el total de la población instruida). La tasa de alfabetización es del 99,8

### Migraciones
De las personas residentes en el departamento, unas 12 606 (11,0% del total de población) nacieron en otra provincia, y unas  908 (0,8% del total de población) lo hicieron fuera del país, siendo los grupos de inmigrantes más numerosos los provenientes de:
- Bolivia: 301 personas
- Paraguay: 155 personas
- Chile: 84 personas
- Venezuela: 47 personas
- Italia: 36 personas

### Hogares
En el departamento hay un total de 48 481 viviendas  y 42 587 hogares. 
En cuanto al régimen de tenencia y regularidad de la propiedad de las viviendas, el 63,1% es propia, el 19,9% es alquilada, el 9,5% es cedida o prestada, y el resto se encuentra en otra situación.
Sobre el total de hogares, 40 556 (95,2% del total) tienen acceso a red pública de agua corriente, 19 238 (45,1% del total) tienen desagüe y descarga a red pública cloacal, 22 149 (52,0% del total) tienen acceso a red pública de gas, y 34 055 (79,9% del total) tienen acceso a red de internet en la vivienda. 